# Base de Sylow
Pour les articles homonymes, voir Sylow.
Soit G un groupe (au sens mathématique) fini. Un ensemble B de sous-groupes de G est appelé une base de Sylow de G si les deux conditions suivantes sont satisfaites :
1. P désignant l'ensemble des diviseurs premiers de l'ordre de G, il existe une bijection f de P sur B telle que, pour tout élément p de P, f(p) soit un p-sous-groupe de Sylow de G ;
2. si S1 et S2 sont deux éléments de B, alors S1 S2 est un sous-groupe de G (ce qui, comme on le sait[2], revient à dire que S1 S2 = S2 S1).

Philip Hall  a démontré qu'un groupe fini  admet une base de Sylow si et seulement s'il est résoluble. Pour démontrer que l'existence d'une base de Sylow entraîne la résolubilité, on utilise le théorème de résolubilité de Burnside.